# Typhlomys cinereus
Typhlomys cinereus — вид мишоподібних гризунів родини малабаркових (Platacanthomyidae).

## Поширення
Вид поширений у Китаї (провінції Аньхой, Фуцзянь, Гуансі, Гуйчжоу, Хубей, Хунань, Цзянсі, Шеньсі, Сичуань, Юньнань, Чжецзян) та на півночі В'єтнаму.